# Acacia subporosa
Acacia subporosa é uma espécie de leguminosa do gênero Acacia, pertencente à família Fabaceae.